# Amt Wolbeck
Das Amt Wolbeck war ein Amt im Landkreis Münster in Nordrhein-Westfalen. Im Rahmen der nordrhein-westfälischen Gebietsreform wurde das Amt zum 1. Januar 1975 aufgelöst.

## Geschichte
Im Rahmen der Einführung der Landgemeindeordnung für die Provinz Westfalen wurde 1843 im Landkreis Münster die Bürgermeisterei Wolbeck in das Amt Wolbeck überführt. Dem Amt gehörten zunächst die sechs Gemeinden Wigbold Wolbeck, Kirchspiel Wolbeck (auch Außengemeinde Wolbeck genannt), Albersloh, Alverskirchen, Angelmodde und Rinkerode an.
Am 1. April 1957 wurden Wigbold und Kirchspiel Wolbeck zur Gemeinde Wolbeck	zusammengeschlossen.
Das Amt Wolbeck wurde zum 1. Januar 1975 durch das Münster/Hamm-Gesetz aufgelöst. Albersloh kam zur Stadt Sendenhorst und Alverskirchen zur Gemeinde Everswinkel, beide im neuen Kreis Warendorf. Der größte Teil von Rinkerode wurde in die Stadt Drensteinfurt im Kreis Warendorf eingegliedert. Der übrige Teil des Amtes mit Angelmodde und Wolbeck wurde Teil der kreisfreien Stadt Münster, die auch Rechtsnachfolgerin des Amtes ist. 

## Einwohnerentwicklung
| Jahr | Einwohner | Quelle |
| ---- | --------- | ------ |
| 1858 | 5.649     | [ 3 ]  |
| 1871 | 5.554     | [ 4 ]  |
| 1885 | 5.704     | [ 5 ]  |
| 1910 | 6.307     | [ 6 ]  |
| 1939 | 7.949     | [ 7 ]  |
| 1950 | 12.024    | [ 8 ]  |
| 1974 | 19.275    | [ 8 ]  |